# Политехнический институт императора Петра Великого
Санкт-Петербургский политехнический институт императора Петра Великого — высшее техническое учебное заведение Российской империи.

## История
Промышленный подъём, наметившийся в России в конце XIX века, сопровождавшийся бурным строительством новых предприятий, стабилизация финансов, рост иностранных инвестиций привели к изменению отношения общества к высшему образованию, к осознанию необходимости его реформирования путём создания сети политехнических вузов.
В России необходимо создать высшие учебные заведения в форме политехнических институтов, которые содержали бы в себе различные отделения человеческих знаний, но имели бы организацию не технических школ, а университетов, т. е. такую организацию, которая наиболее способна была развивать молодых людей, давать им общечеловеческие знания.С. Ю. Витте

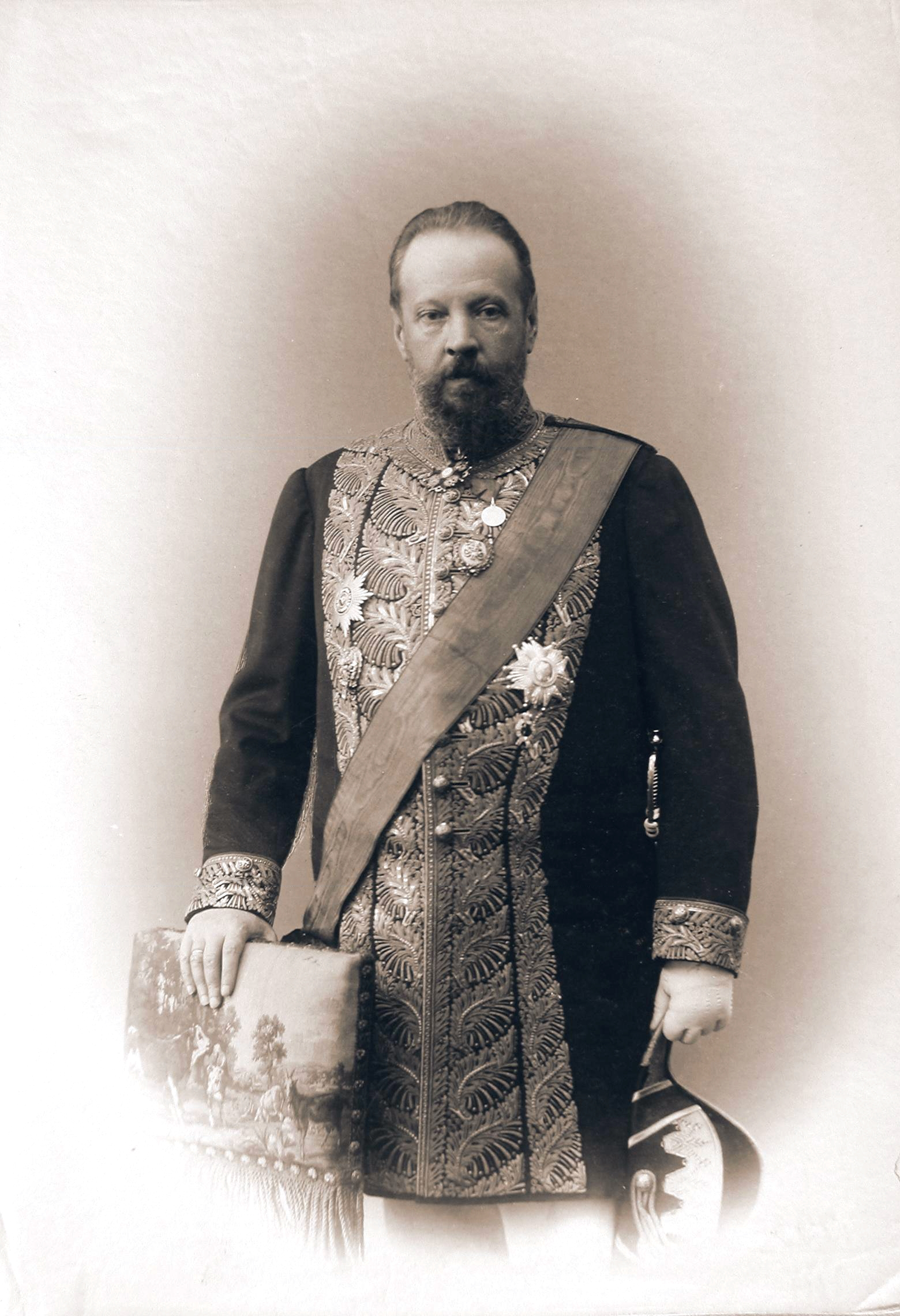
С. Ю. Витте на посту министра финансов

Институт был основан 19 февраля 1899 года в соответствии с поручением министра финансов Российской империи графа С. Ю. Витте. Ближайшими его единомышленниками в организации института были товарищ министра финансов В. И. Ковалевский и учёный-химик Д. И. Менделеев. Все трое впоследствии были избраны почётными членами института, а их портреты были установлены в зале Совета.

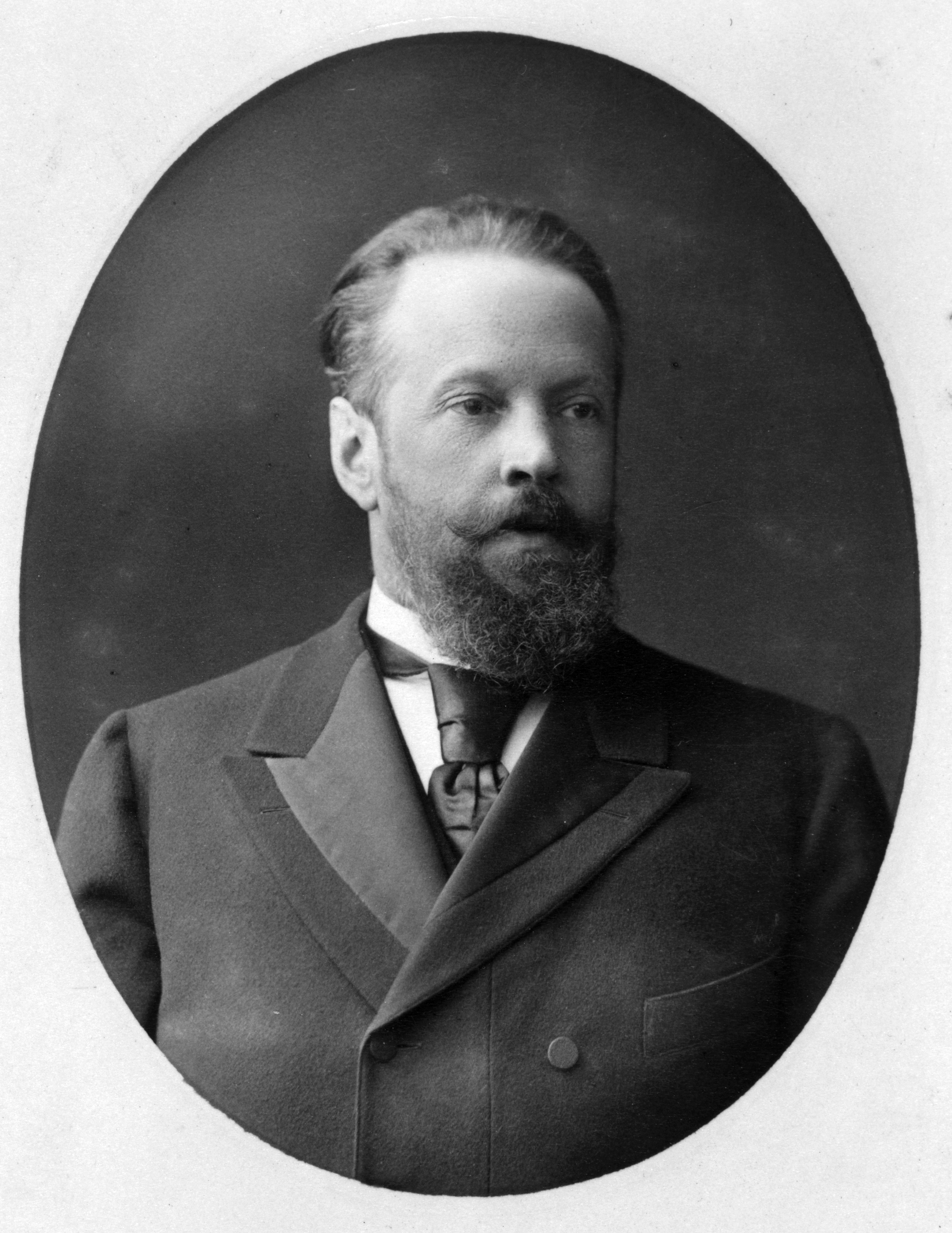
Сергей Юльевич Витте
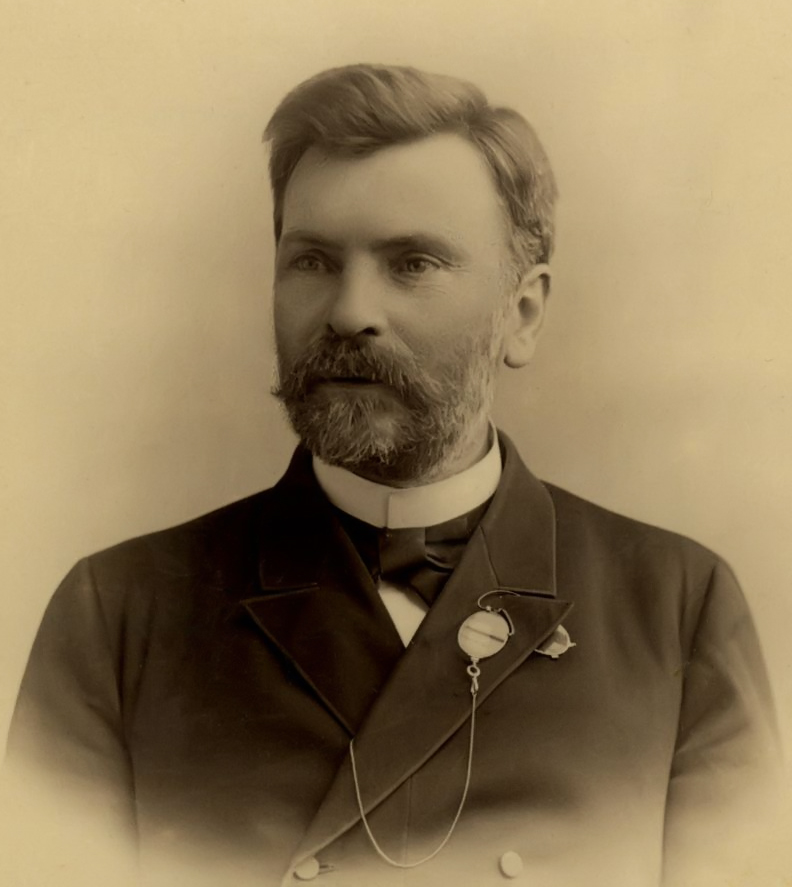
Владимир Иванович Ковалевский
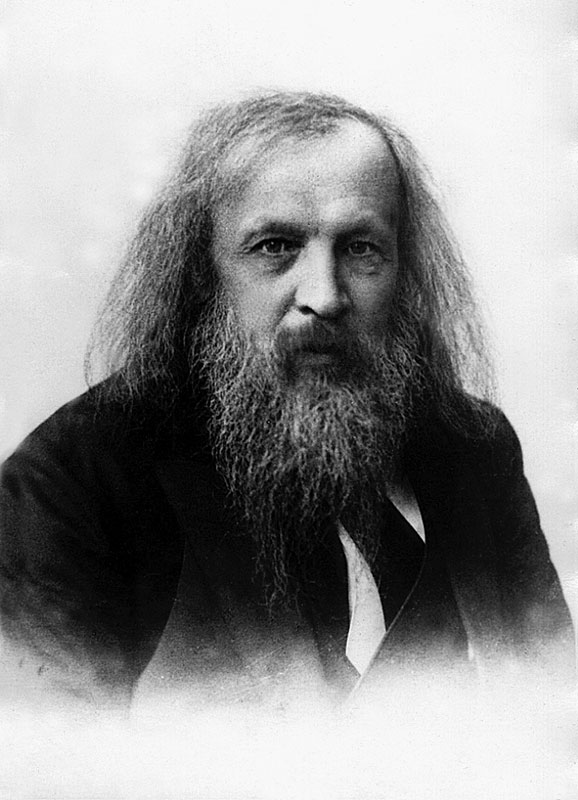
Дмитрий Иванович Менделеев

После утверждения в мае 1902 года Положения о Политехническом институте осенью начались занятия на экономическом, электромеханическом, кораблестроительном и металлургическом отделениях, представлявших тогда наиболее перспективные для России отрасли техники.
В 1905 году, после расстрела 9 января демонстрации на Дворцовой площади, занятия в институте были приостановлены и возобновились только осенью 1906 года. После начала занятий институт быстро развивался. Уже в 1907 году открылись новые отделения: инженерно-строительное, механическое и химическое. В декабре 1907 года состоялись первые защиты выпускных работ. Диплом за № 0001 был выдан А. А. Гореву — студенту электромеханического отделения.
В 1909 году при кораблестроительном отделении были созданы Курсы воздухоплавания для студентов технических отделений и офицеров, ставшие первой в России авиационной школой. В 1911 году на кораблестроительном отделении открылась первая в России высшая автомобильная школа. К 1914 году на отделениях Политехнического института обучалось свыше шести тысяч человек.

### Официальные названия
- 1899 — Санкт-Петербургский политехнический институт
- 1910 — Санкт-Петербургский политехнический институт императора Петра Великого
- 1914 — Петроградский политехнический институт императора Петра Великого
- 1917 — Петроградский политехнический институт
- 1918 — I Петроградский политехнический институт
- 1922 — I Петроградский политехнический институт имени М. И. Калинина
- 1923 — Петроградский политехнический институт имени М. И. Калинина
- 1924 — Ленинградский политехнический институт имени М. И. Калинина
- 1934 — Ленинградский индустриальный институт
- 1940 — Ленинградский политехнический институт имени М. И. Калинина
- 1990 — Ленинградский государственный технический университет
- 2002 — Санкт-Петербургский государственный политехнический университет
- с 2015 — Санкт-Петербургский политехнический университет Петра Великого

### Главное здание института

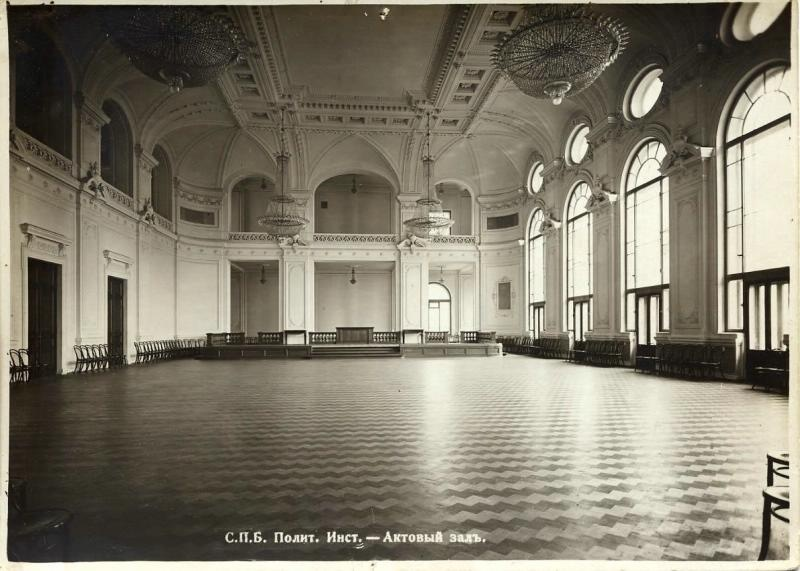
Актовый зал, 1910-1912 гг.

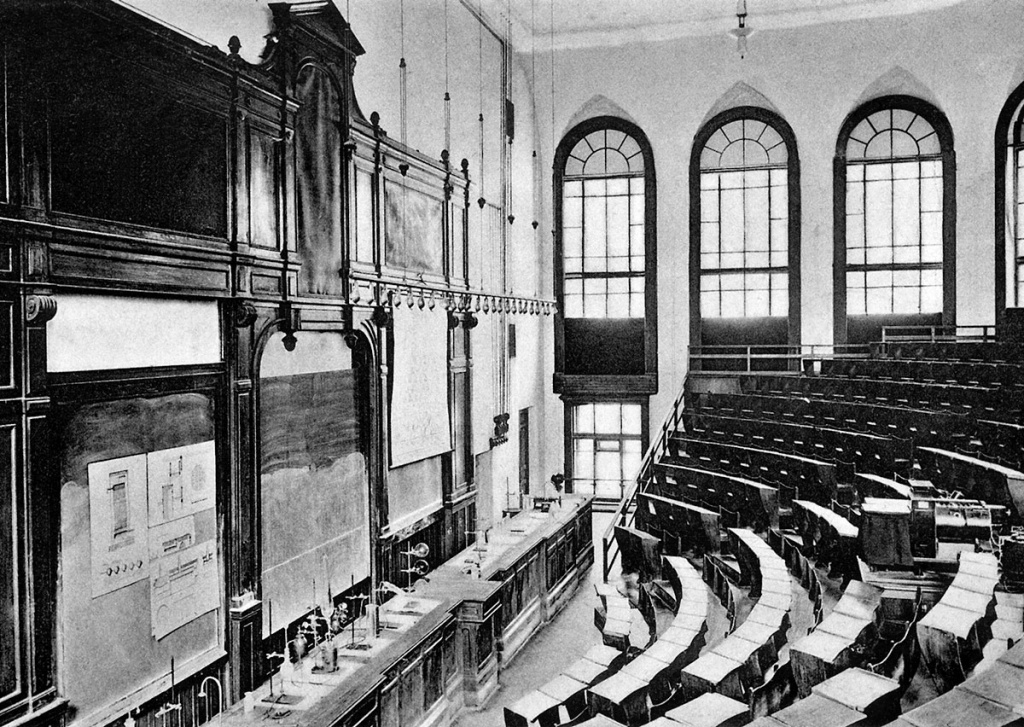
Большая химическая аудитория, 1902-1912 гг.

Комплекс зданий Политехнического института возводился под руководством особой строительной комиссии, созданной 23 февраля 1899 года. Для строительства был выбран удалённый участок Петербурга, близ деревни Сосновка.
Проектирование и строительство велось архитектурной мастерской под руководством Э. Ф. Вирриха. Проект включал в себя комплекс зданий, образующих автономный университетский городок похожих на те, что существовали в Кембридже и Оксфорде. В состав комплекса вошли главное здание, химический павильон, два общежития и механический корпус. При проектировании главного здания Виррих использовал проект высшей технической школы Берлина. Центральная часть и общий план здания почти полностью повторяют берлинское сооружение.
Торжественная закладка зданий произведена 18 июня 1900 года. Строительство велось с 1900 до 1905 года; главный корпус был закончен в 1902 году. Здание построено в стиле неоклассицизма, характерного для петербургской архитектуры конца XIX века. Монументальное здание белого цвета, с Н-образной конфигурацией. Внутренняя планировка, при которой все лекционные аудитории выходят на юго-запад, позволяет максимально использовать естественное освещение.
Библиотека политехнического института начала свою работу одновременно с его открытием, в 1902 году. В разное время в библиотеку влились коллекции книг С. Ю. Витте, профессоров института П. Б. Струве, Ю. С. Гамбарова, А. П. Фан-дер-Флита, Б. Э. Нольде, К. П. Боклевского и др. Состав фондов библиотеки определяется изучающимися дисциплинами, но кроме традиционных для технического вуза собраний литературы по естественным, точным и прикладным техническим наукам, в ней представлены разделы гуманитарных наук: истории, права, экономики, финансов и др. В фонды библиотеки входят также передаваемые ей в дар личные собрания учёных института.
В 1914 году институт был переименован в Петроградский политехнический институт императора Петра Великого в соответствии с переименованием столицы.
С началом Первой мировой войны многие студенты и преподаватели ушли на фронт. В одном из зданий института был развёрнут госпиталь. К 1917 году в институте оставалось не более трёх тысяч студентов. На основе института работали курсы по подготовке лётчиков и мотористов, а также судовых радиотелеграфистов. Лаборатории и кафедры института участвовали в разработке вооружений для действующей армии.
В 1918 году работа института была приостановлена. После Октябрьской революции многие преподаватели покинули Санкт-Петербург и Россию.

## Директора-ректоры института
1. Гагарин, Андрей Григорьевич (07.01.1900 — 26.02.1907)
2. Посников, Александр Сергеевич (28.03.1907 — 09.10.1907)
3. Мещерский, Иван Всеволодович (10.10.1907 — 09.10.1908)
4. Посников, Александр Сергеевич (10.10.1908 — 01.08.1911)
5. Скобельцын, Владимир Владимирович (21.09.1911 — 13.09.1917)
6. Радциг, Алекандр Александрович (14.09.1917—27.11.1918)
7. Шателен, Михаил Андреевич (01.12.1918—19.03.1919)
8. Левинсон-Лессинг, Франц Юльевич (20.03.1919—05.11.1919)
9. Рузский, Дмитрий Павлович (06.11.1919—11.07.1921)
10. Залуцкий, Леонид Васильевич (20.08.1921—19.07.1922)
11. Воробьёв, Борис Евдокимович (20.07.1922—26.11.1925)
12. Байков, Александр Александрович (27.11.1925—01.11.1928
13. Кобозев, Пётр Алексеевич (02.11.1928—29.08.1929)
14. Шумский, Александр Яковлевич (29.08.1929—02.02.1930)
15. Давтян, Яков Христофорович (03.02.1930—30.06.1930)
16. Швейбер, Григорий Яковлевич (14.04.1934—28.06.1935)